# Baẕra
Baẕra (hebreiska: בצרה) är en ort i Israel.   Den ligger i distriktet Centrala distriktet, i den norra delen av landet. Baẕra ligger 26 meter över havet och antalet invånare är 1 400.
Terrängen runt Baẕra är platt. Runt Baẕra är det mycket tätbefolkat, med 1 632 invånare per kvadratkilometer. Närmaste större samhälle är Tel Aviv, 17,3 km sydväst om Baẕra. Trakten runt Baẕra består till största delen av jordbruksmark.